# Lykken kommer
Lykken kommer är en dansk film från 1942 i regi av Emanuel Gregers. Filmen är en dansk inspelning av Hasse Ekmans Lyckan kommer. Filmen hade dansk premiär 23 december 1942.

## Roller i urval
- Marguerite Viby - Jytte Hagen
- Ebbe Rode - Ole Hagen
- Johannes Meyer - Onkel Frederik
- Ib Schønberg - Hr. Lykkeberg
- Erika Voigt - Fru. Lykkeberg
- Henry Nielsen - Viktualiehandler
- Jeanne Darville - Spansk skönhet på fest
- Mime Fønss - Bitten, kvinna på fest
- Karl Goos - Butler